# Филин, Александр Васильевич
Алекса́ндр Васи́льевич Филин (укр. Олександр Васильович Філін; род. 25 июня 1996, Симферополь) — российский и украинский футболист, полузащитник калининградской «Балтики».

## Биография
Воспитанник симферопольской СДЮШОР «Спартак», с 2013 года играл за донецкие «Шахтёр» U-19 и «Шахтёр-3». Зимой 2015 года покинул «Шахтёр-3».
12 февраля 2015 года подписал контракт с клубом «Уфа». 29 октября 2015 в матче против «СКА-Энергии» в Кубке России дебютировал в составе клуба. 3 декабря в гостевом матче с «Зенитом» дебютировал в чемпионате России. 28 января было объявлено, что Филин больше не считается легионером в чемпионате России.
Летом 2017 года на правах свободного агента стал игроком клуба «Олимпиец».
В июне 2018 года перешёл в «Химки».
В январе 2023 года перешёл в бельгийский «Эйпен».
20 июня 2024 года вернулся в подмосковные «Химки». Стал одним из двух футболистов (вместе с вратарём Станиславом Агкацевым) в сезоне 2024/2025 Российской премьер-лиги, кто сыграл все 30 из 30 матчей без замен, стал единственным полевым игроком за пять сезонов, кто весь сезон играл без замен (после Андрея Семёнова за «Ахмат» в сезоне 2019/2020).
27 июня 2025 года стал игроком калининградской «Балтики», подписав контракт до 31 мая 2028 года. 18 июля 2025 года дебютировал в за «Балтику» в гостевом матче против московского «Динамо».